# Guerra de Pool

Guerra de Pool  é um conflito em curso entre a República do Congo e a milícia Ninja no Departamento de Pool. As tensões cresceram entre Frédéric Bintsamou (também conhecido como Pastor Ntumi) e o presidente congolês Denis Sassou-Nguesso, depois que Bintsamou contestou modificações à constituição. Bintsamou foi um antigo colaborador de Sassou-Nguesso. 
Entre abril de 2016 e abril de 2017, um total de 115 pessoas morreram no conflito.  13.000 pessoas foram deslocadas como resultado da violência. 

## Cronograma
Em 4 de abril de 2016, o governo acusou a milícia Ninja de atacar as forças de segurança. Em resposta, a milícia negou as acusações, chamando-as de falso pretexto para a supressão política.  A violência continuou com eventos como bombardeios pelas forças armadas congolesas e ataques a trens pela milícia. 
Em 18 de abril de 2017, dezoito soldados congoleses foram mortos por milicianos. 